# Estereótipo

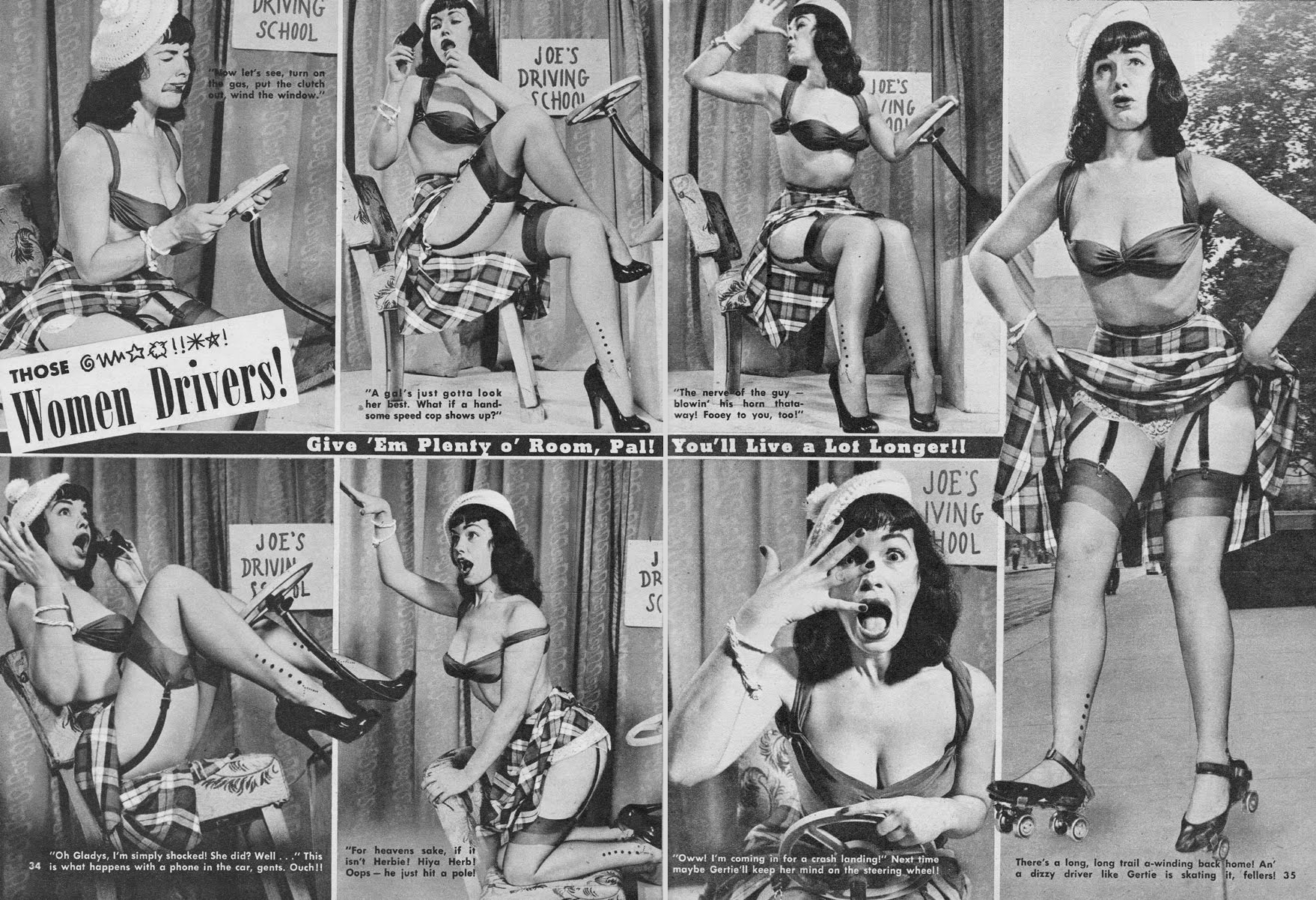
A modelo Bettie Page em um artigo de revista da Beauty Parade de março de 1952 estereotipando mulheres motoristas.

Estereótipo é o conceito ou imagem preconcebida, padronizada e generalizada pelo senso comum sobre algo ou alguém, é utilizado especialmente para delinear e rotular distinções quanto a aparência (idade, cor da pele, tipo de vestimentas, uso de acessórios, etc.), naturalidade (região ou país de origem) e comportamento (religião, cultura, crença, nível educacional, etc.).

## Etimologia
A palavra "estereótipo", στερεότυπος, vem do grego stereos e typos, compondo "impressão sólida". O termo nasceu no mundo da impressão criado pelo gráfico francês Firmin Didot em 1794 para referir-se a um tipo de impressão onde moldes recortados eram usados para reproduzir duplicatas de placas metálicas que permitiam a impressão em massa de livros, jornais etc. Sua utilização com semântica psicológica nas ciências sociais se deve ao jornalista estadunidense Walter Lippmann que aplicou o termo com este sentido pela primeira vez em 1922 em seu livro Opinião pública, para descrever a simplificação que fazemos do mundo e das pessoas a fim de facilitar a nossa compreensão destes.

## Abordagem psicossocial
Numa abordagem Psicossocial, as crenças compartilhadas por determinado grupo têm origem em obras filosóficas e nesse aspecto se volta o estudo sobre estereótipos e preconceitos sociais nas diversas experiências e vivências dos grupos. Algumas considerações nortearam esse estudo como a importância dos esquemas e crenças na Psicologia Social, o conceito de cognição social e a interrelação com estereótipos e preconceitos.
Assim, por intermédio da percepção, as vivências históricas e sócio-culturais se tornam presentes à nossa consciência, gerando a afetividade e as ações que determinada experiência permite ter. A realidade age sobre nós se for apreendida e internalizada.
Define-se estereótipo social como crença coletivamente compartilhada acerca de algum atributo, característica ou traço psicológico, moral ou físico atribuído extensivamente a um agrupamento humano, formado mediante a aplicação de um ou mais critérios, como por exemplo, idade, sexo, inteligência, filiação religiosa e outros. Os estereótipos sociais influenciam condutas e comportamentos em interações sociais quando os interatores são enquadrados por essa crença. Do ponto de vista da psicologia, estereótipos podem ser investigados sob aspectos diferentes que vão desde a sua formação até manifestação coletiva.
Há diversos conceitos sobre estereótipos, mas para Atkinson & Higard (1979), eles consistem numa generalização não objetiva, geralmente à respeito de um grupo de pessoas, subgrupos ou nação em comparação com o “nós”- in-group e “eles” - out-group. Por essa razão é que há piadas de loiras, prostitutas, gays, negros, pobres, são paulinos ou portugueses, entre outras. Tais piadas, mesmo sendo narrativas com o intuito humorístico, não deixam de reforçar os estereótipos ou crenças prontas sobre aquelas pessoas do “out-group”, o grupo-alvo. Para os mesmos autores, os estereótipos podem conter traços “falsos”, superexagerados ou “atribuídos” de forma imaginária.
Assim, uma pessoa poderia ser apelidada de “comilona” por ser obesa, independente de ter problemas na tireoide. Um homem poderia ser tachado de “efeminado” ou homossexual simplesmente por se interessar em aprender a tricotar. A aluna poderia ter a atribuição de “burra” somente por ter clareado os cabelos com água oxigenada e assim estar no grupo alvo das "loiras". Nota-se o quanto os estereótipos dependem de traços visíveis e compartilháveis para sua dinâmica operacional de divulgação, o que ilustra sua relação com as representações sociais do psicólogo social romeno que se naturalizou na França, Serge Moscovici (1925-2014). Percebe-se claramente no exemplo das "loiras" que uma mudança da aparência não pode alterar o QI, mas essa associação psicológica é forçada para que o estereótipo fique estável.
Quando associados a sentimentos, os estereótipos sociais passam a constituir estruturas psicológicas de maior complexidade caracterizadas como atitudes e preconceitos que colonizam o imaginário coletivo. Assim, a articulação entre estereótipos sociais, favoráveis ou desfavoráveis, e sentimentos, de aceitação ou rejeição, dos grupos humanos visados, produz, na ocorrência combinada de crenças e sentimentos positivos, atitudes sociais que geram o preconceito social e conseqüentemente a discriminação. A discriminação social pode ser praticada particularmente por pessoas consideradas em sua individualidade, contudo ela tende alcançar o estudo de uma norma social implícita ou ser até mesmo uma prática institucionalizada.
Em seu livro Representações sociais: investigações em psicologia social, Serge Moscovici diz “Representações, obviamente, não são criadas por um indivíduo isoladamente. Uma vez criadas, contudo, elas adquirem uma vida própria, circulam, se encontram, se atraem e se repelem e dão oportunidade ao nascimento de novas representações, enquanto velhas representações morrem.” (Moscovici, 2003). As representações, os estereótipos, são ingredientes importantes do caldo sócio-cultural. Segundo esse psicólogo, é extremamente importante que consideremos que as representações sociais são capazes de influenciar o comportamento do indivíduo e, dessa forma, gerar movimentos que englobem uma coletividade.
O também psicólogo social francês, Jean Maisonneuve, no artigo “Opiniões e Estereótipos” do livro Introdução à Psicossociologia, defende que “A distinção entre opinião particular e opinião pública, por legítima que seja, nem por isso resolve a dificuldade, pois uma e outra interferem entre si, de maneira sutil e movediça. A própria opinião pública, domínio de eleição do psicólogo social, tange a um sistema de crenças fortemente enraizadas e cristalizadas, assim ao nível coletivo como ao individual; de outra parte liga-se a processos episódicos afetados de forte contingência, correspondentes ao que se chama ‘a atualidade’ ou ‘as notícias’” (Maisonneuve, 1977).